# 孝潔皇后
孝潔皇后（こうけつこうごう）は、明の嘉靖帝の最初の皇后。姓は陳氏。

## 経歴
大名府元城県の人。生員の陳万言と冀氏のあいだの長女として生まれる。嘉靖元年（1522年）、張七姐（後に順妃、皇后となった）と文氏（後に恭妃となった）と共に、選抜されて後宮に入り、皇后に立てられた。父の陳万言は泰和伯に封じられた。
嘉靖7年（1528年）春、妊娠した。その後のある時、順妃と恭妃が皇后に茶を出した際に、嘉靖帝が彼女らの手をのぞいてきた。陳皇后は嫉妬し、茶碗を皇帝の前に投げて立ち去った。嘉靖帝も激怒して怒鳴った。陳皇后は驚愕し、嘉靖帝に地面に叩きつけられ、妊娠していた腹を激しく蹴られた。その後流産した。
嘉靖帝は流産した子を惜しみ、さらに激怒して陳氏の廃位を準備した。陳氏は流産の後に体をこわしていたが、治療を拒否して、嘉靖7年10月2日（1528年10月14日）に亡くなった。
嘉靖帝は全て陳氏の過失と考え、陳皇后は天寿山（皇貴妃と皇太子の陵区）に葬られ、悼霊と諡された。嘉靖15年（1536年）9月、皇長女の常安公主と皇次子の荘敬太子朱載壡（長子の哀沖太子朱載基が夭折した後に立太子）が父嘉靖帝の恨みをしずめた。諡が孝潔と改められ、陳氏の親族を賞賜した。しかし3人目の皇后方氏（孝烈皇后）を葬る際、方氏に恩を感じていた嘉靖帝は方氏を最初の皇后の扱い（格上）とし、陳氏は後妻扱いとした。
隆慶帝が即位すると、孝潔恭懿慈睿安荘相天翊聖粛皇后の号を追贈され、永陵に改葬された。

## 伝記資料
- 『明世宗実録』
- 『宛署雑記』